# Marokkó kultúrája
Marokkó kultúráját a történelme során keletről (föníciaiak, zsidók, arabok), délről (szubszaharai Afrika) és északról (rómaiak, vandálok stb.) érkező népek alakították a kulturális életét. Mindezek a csoportok hatással voltak a társadalmi szerkezetére, szokásaira, vallására.
Ma minden régiójának megvan a maga sajátos kultúrája. A kulturális örökség megőrzése, sokszínűségének védelme az ország politikájának egyik jellemzője.
Az ország államvallása az iszlám. A mindennapi élet napjainkban felvetődő megoldatlan kérdéseire a muftik (مفتي) adnak választ. Az ő feladatuk, hogy felismerjék a hasonlóságokat a régi kútfőkben szereplő és a mai élet adta problémák között.

## Oktatási rendszer
Az iskolarendszer 3 lépcsőből áll: 6 éves alapképzés, azután egy 3 éves alapfok (collège), majd 3 éves felsőfok (lycée), amit érettségi vizsgával zárnak.
Az országban Rabatban, Casablancában, Kénitrában, Agadirban, Oujdában, Marrákesben, Mekneszben, Fezben, Szettátban, El-Dzsadídában, Ifránban, Beni Mellálban és Mohamediában található egyetem. Az egyetemeken az oktatás nyelve leginkább a francia.

## Kulturális világörökség
Marokkó termékeny tája régóta különböző civilizációk harcának színtere. Mindegyiknek örököse a mai Marokkó. A gazdag múlt sokféle hagyatéka közül az UNESCO a következőket vette fel a világörökségek listájára:
- Fez medinája (óvárosa);
- Marrákes medinája;
- Aït Benhaddou kszárja (erődített falu);
- Meknesz történelmi város;
- Volubilis régészeti lelőhelye;
- Tetuán (korábban Titawin) medinája (óvárosa);
- Esz-Szavíra (korábban Mogador) medinája;
- Mazagan (el-Dzsadída) egykori portugál városa;
- Rabat városa.

## Művészetek

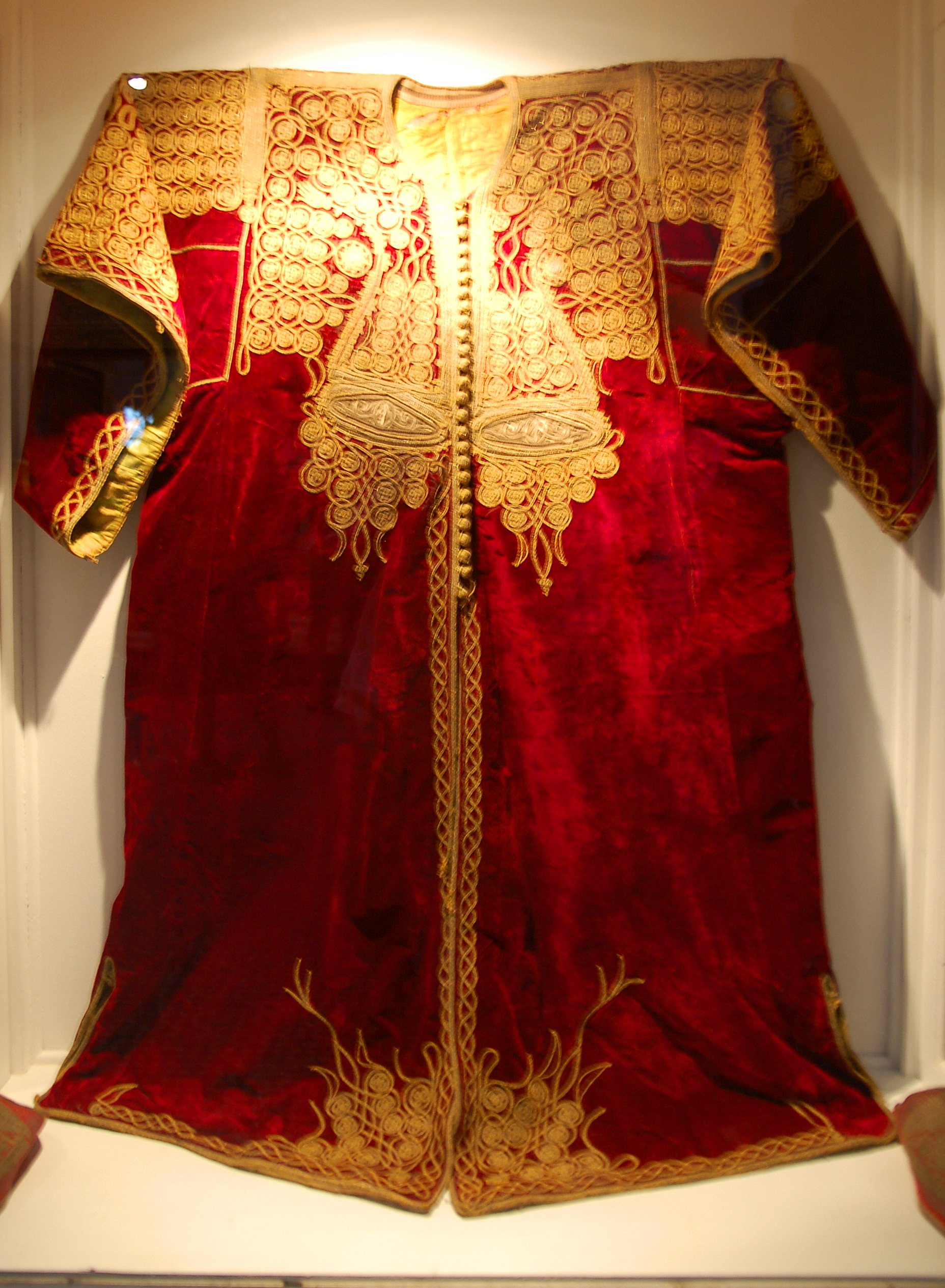
Női kaftán a Palais de Bahia múzeumban

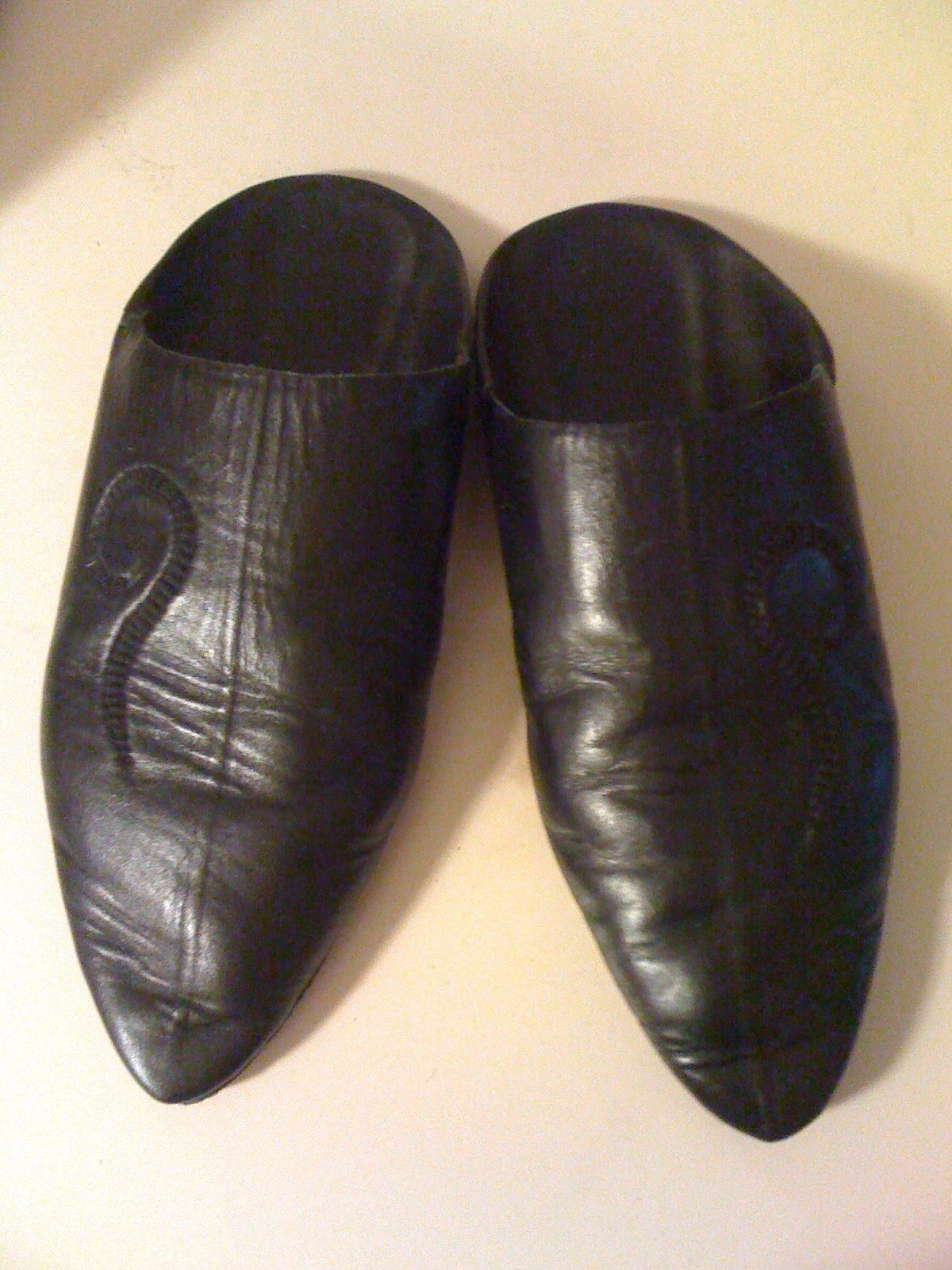
Balgha, bőrből készült férfi papucs

A Próféta tanítása szerint csak Istennek van joga emberi és állati testek formálására, ember számára még ezeknek ábrázolása is tilos. E tilalom következtében Marokkó szobrászata csak a geometriai és növényi elemekből álló ornamens-faragásokat alkothatott, európai értelemben vett szobrászatról nem lehet beszélni. A festészetet is alig művelhették, csak az európaihoz mérten jelentéktelen freskófestészet szolgált néha faldíszítésként.

### Iparművészet, népi művészet
A két nagy szépművészeti ág hiánya miatt az iparművészet lett az egyetlen díszítőművészet, s ezért itt születtek maradandó alkotások.
A népi művészetnek egyik legjellegzetesebb ága a szőnyegkészítés. A stílusok erősen változnak régiónként és törzsenként.
Két alapfajtája: a városi és a falusi szőnyeg. A városi szőnyegek mintázata erősen emlékeztet a nálunk is ismert kis-ázsiai szőnyegek motívumaira; e szőnyegek készítésének központja Rabat. A kézimunkák közül a legszebbek a rabati, saléi, fezi, tetuáni és azemmouri hímzések.
A marokkói bőrdíszművesség világhírű. A sokféle bőrfajta közül az úgynevezett filali a leghíresebb. Ez tamariszkuszgubaccsal cserzett és festőpáccal színezett kecskegidabőr; nevét a városról, Tafilaletről kapta, ahol ezzel az eljárással kezelik a nyersbőrt. Ma jobbára a fezi bőrdíszműárusok használják fel ezt a bőrfajtát.
Fémmunkák közül jellegzetesek a domborított, futtatott és berakásos lakatos- és ötvösművészeti tárgyak. Ötvösmunkák közül jellegzetesek a nagy sárgaréz és ezüsttálak, valamint a fülbevalók. A lakatosok cifra ablakrácsokat készítenek.

### Építészet
A berberek építészetének jellegzetes alkotásai a kaszbák. Ezek az erődítményszerű építmények főképp azokon a helyeken találhatók, ahova a berberek az arabok elől húzódtak vissza.
Az országban a leggyakoribb házépítési típus az ún. dar (arab: دار), és főként a "medinában" (fallal körülvett területen) építették. A legtöbb marokkói dar ház al-iszlām stílusban épült , összhangban a muszlimok hagyományos életmódjával. Az ilyen stílusú házak külsején általában hiányoznak a díszítések és az ablakok, kivéve a lépcsők közelében lévő kis nyílásokat, amelyek fényt és szellőzést biztosítanak. A dar stílusú épületek általában vastag, magas falakkal védik a házban lakókat. Az arab kultúrára általában jellemző, hogy a külső rész a munkahelyet, a belső rész pedig a menedéket adta.
A mór vagy maghreb építészetnek azt az irányzatot tartjuk, amely akkor virágzott, amikor Marokkó és Spanyolország egyetlen birodalmat alkotott. Kezdete az Almorávidák uralmának idejére tehető. E korszakot megelőzte a sajátos arab művészet, amely a nomád arabok letelepedése után a görög, bizánci, perzsa és indiai építészet hatására, azok elemeinek felhasználásával jött létre. Nagyobb épületeket e korban nem emeltek, a kisebbekből pedig nem maradtak ránk említésre méltóak.
A mór építészek mecseteket, palotákat, karavánszerájokat, nagy bazárokat és iskolákat emeltek. Legszebb alkotásaik közé tartozik a marrákesi Koutoubia-mecset, a rabati Hasszán-torony, a fezi Bou Inania.
Az andalúz kertek, amelyeket az itt letelepedett moriszkóktól örököltek, a marokkói építészet jellemzői. Ezeket a belső kerteket palotáknál használták, mint például a marrakesi Bahia-palotánál. Rendszerint csobogó szökőkút található bennük, ahol a víznek fontos szerepe van a rijádok (kertek) levegőjének hűtésében.

### Zene

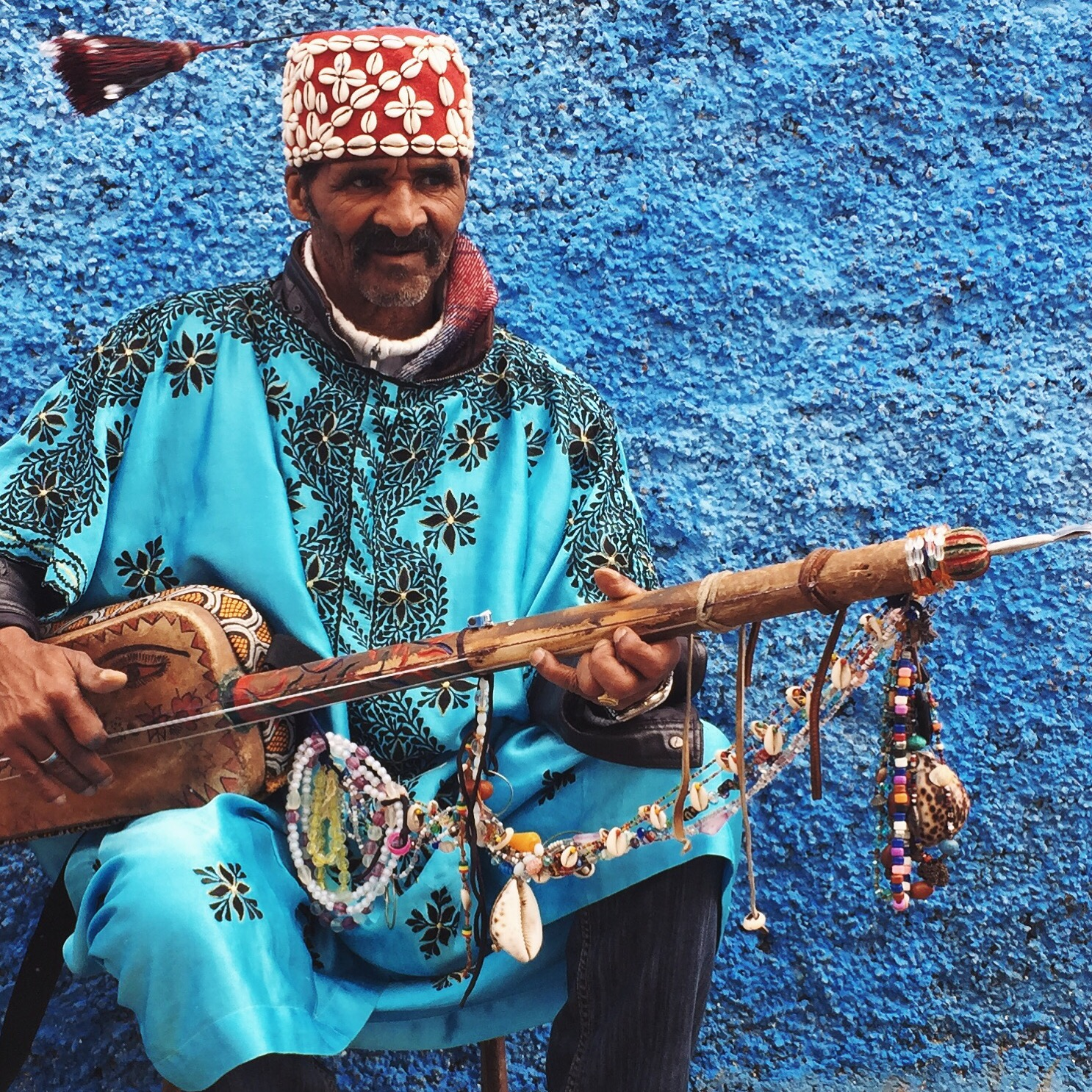
Egy gnaua utcai zenész

A marokkói zene főbb stílusai: berber népzene , chaabi , malhun , szúfi zene (pl. gnaua ), a modern rockzene és popzene.

### Film
A 20. század első felében Casablancában már számos mozi volt. Az 1942-es Casablanca című amerikai filmdráma állítólag Casablancában játszódik, bár teljes egészében Kaliforniában forgatták.
A Szerelem Casablancában (1991), Abdelkarim Derqaoui és Muna Fettou főszereplésével az egyik első marokkói film volt, amely valósághűen ábrázolja a casablancai életet.
A Magas-Atlasz-hegységtől délre fekvő Varzázátban a mai napig több történelmi és vallási témájú filmet forgattak. Az itt található, 1983-ban alapított Atlas Studios (استوديوهات أطلس) egy nagy filmstúdió.
Itt készült a 2000-es Gladiátor és A názáreti Jézus című filmek egy része. Érdekesség, hogy több család is a filmgyártásból él, a családtagok filmekben statisztálnak.

## Hagyományok

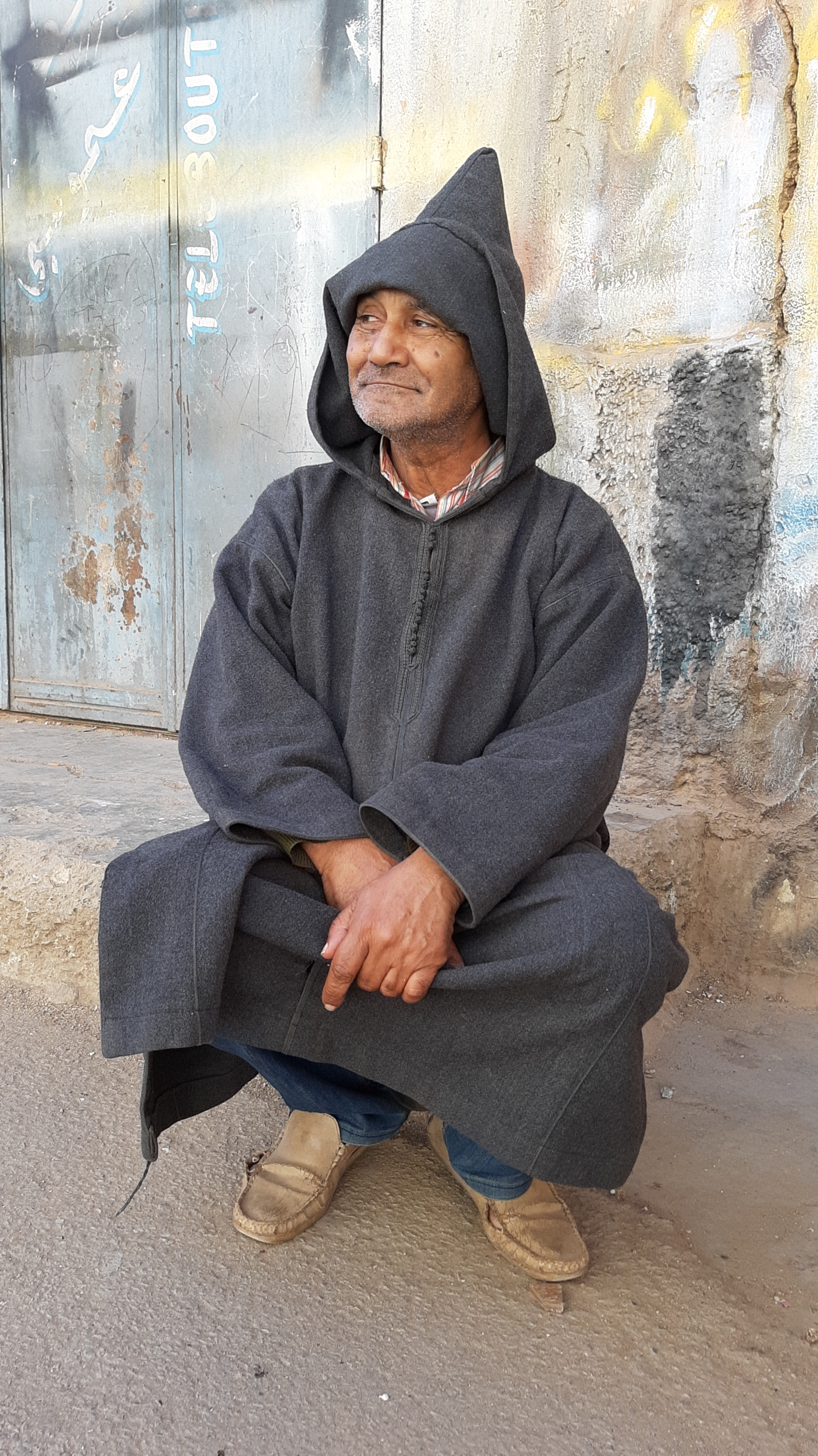
Egy férfi dzsellabát visel

### Dzsellaba
A hagyományos, eredetileg berber, férfi és női ruhát dzsellabának  (arab: جلابة; berber: aselham) nevezik; amely egy hosszú, bő, kapucnis ruha.
A hagyományos dzsellabák általában kétféle anyagból készülnek, a nyári viselethez pamutból és a téli viselethez durva gyapjúból. A gyapjút jellemzően a környező hegyek juhainak bundájából nyerik. Számos berber törzsnél a ruha színe az azt viselő személy családi állapotát hivatott megmutatni (a legények például sötétbarna dzsellabokat viseltek). 
A kapucni jelenléte azzal magyarázható, hogy a forró sivatagi éghajlaton védelemre van szükség az erős nappal és a homokkal szemben; emellett a ruhán gyakran zsebet helyeztek el kis mennyiségű élelmiszer tárolására.

### Fantázia
Az ún. fantázia (arab: الفانتازيا) egy lovas előadás, amelyet főként a Maghrebben gyakorolnak, és amely katonai támadások szimulációjában nyilvánul meg. Ezt az előadást "lovasjátéknak" is nevezik, amikor puskával a kezükben rohamot szimulálnak és a fegyvereikkel durrogtatnak.

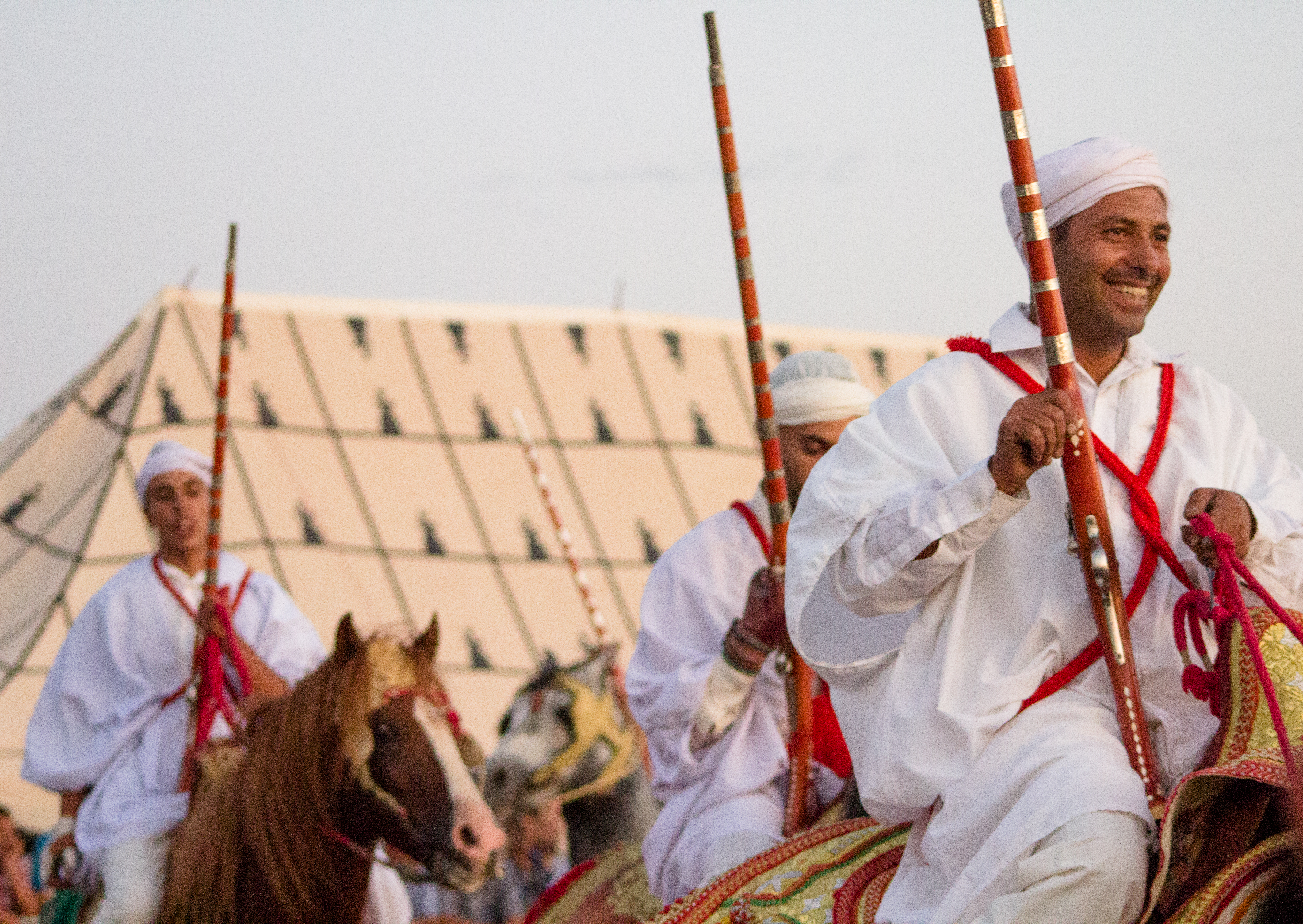
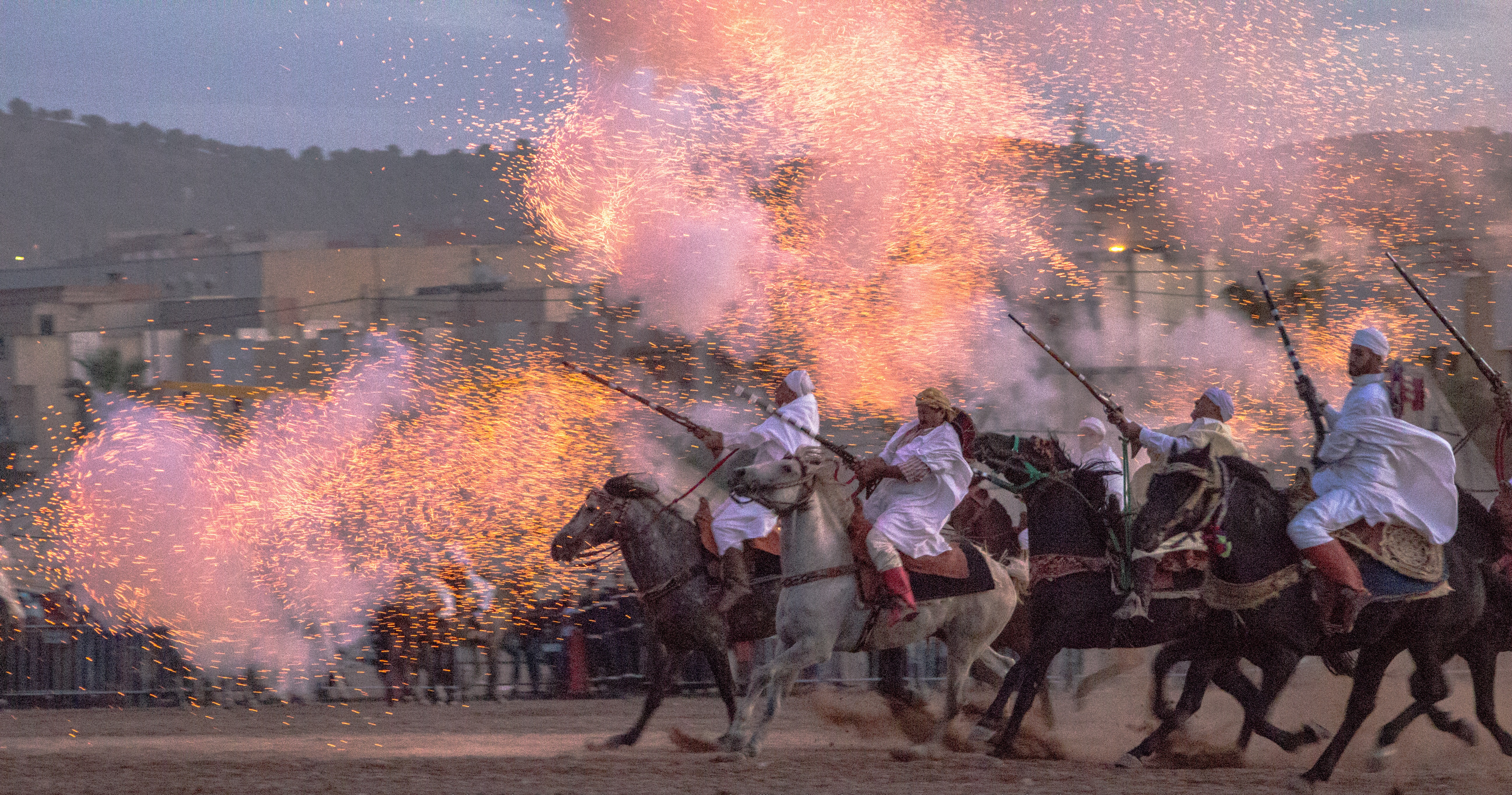
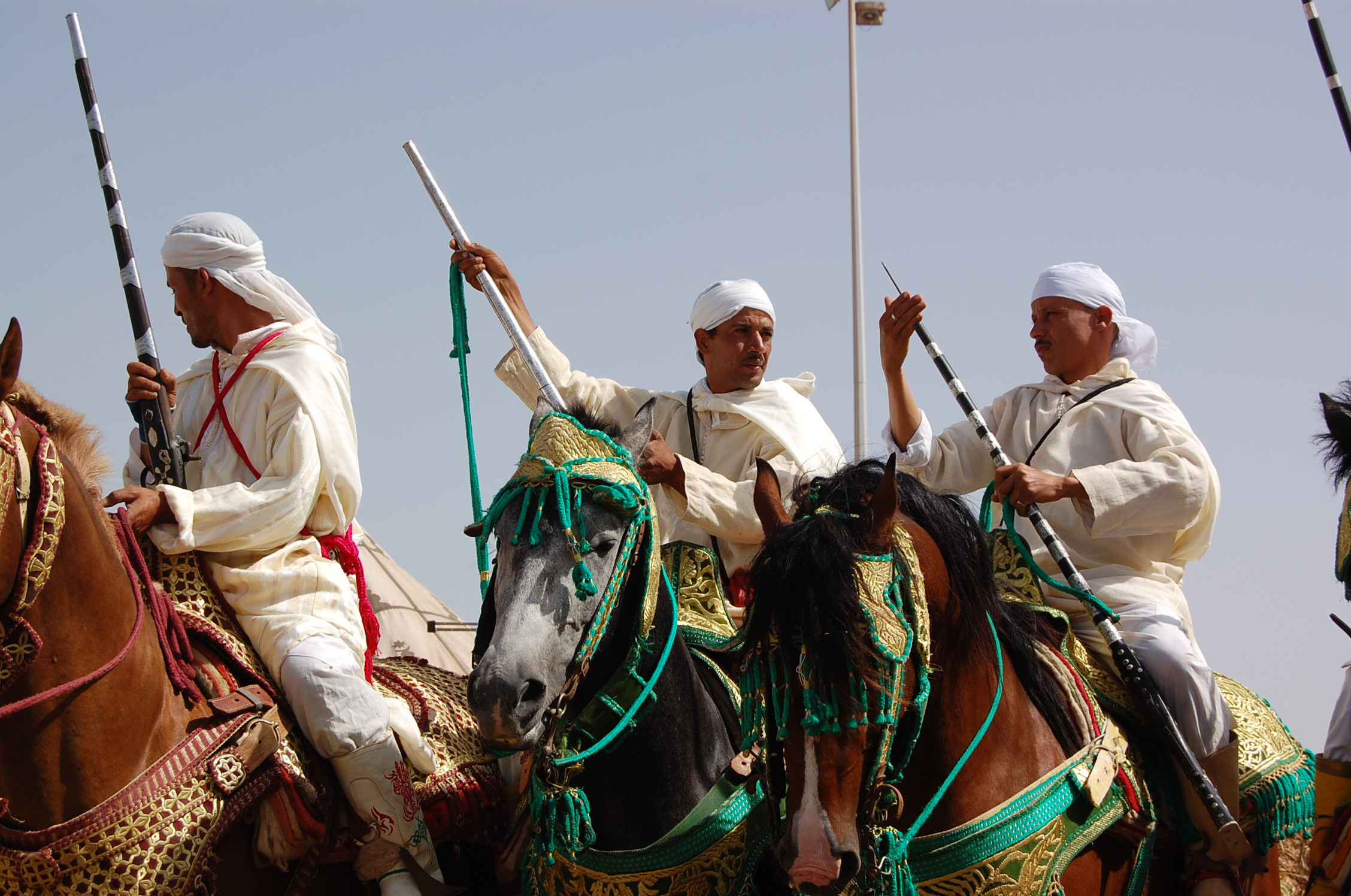

## Gasztronómia
A marokkói konyha többnyire az arab, andalúz, berber és mediterrán konyha keveréke, enyhe egyéb európai és szubszaharai hatásokkal. A berbereknek alapvető ételeik a füge, az olajbogyó és a datolya, kiegészítve bárány- és szárnyasételekkel. Ez erősen befolyásolta a marokkói konyhát, mindezeket bőségesen használják.
A jellegzetes ételeket köleskása, tyúk- és birkahús felhasználásával, sajátos illatú fűszerekkel készítik. Az étel mellől sohasem hiányzik a kessra, a lapos, kerek búza- vagy árpacipó, amelyet gyakran otthon dagasztanak. Minden ebéd záró fogása a bőséges választékban asztalra kerülő gyümölcs: datolya, narancs stb.
Jellegzetes ételek:
- A kebab
- A kuszkusz. A vajpuhára párolt birkahúst csípős, zöldséges mártással és köleskásával tálalják. Van édes változata is: ennél a kását mandulával és mazsolával keverve adják a hús mellé.
- A harrira a magyar húslevesre emlékeztető étel. Paradicsomból, lencséből, csicseriborsóból, friss és szárított fűszerekből, húsból készült laktató étel.[6]
- A pasztilla andalúziai eredetű. A papírvékony sült tésztalapokat (ouarka) édes vagy sós töltelékkel töltik meg, és sütőben ropogósra sütik. Egyik klasszikus változatát fűszerezett galambhússal, tojással, mazsolával és mandulával töltik. Végül kívül az egészet megszórják fahéjjal és porcukorral.[1]

Az étkezéshez hozzátartozik egy bizonyos szertartás. Minden étkezés testünk megtisztulását jelenti a kultúra szerint. Ha az országban járunk és meghívnak minket egy baráti étkezésre, soha ne utasítsuk vissza, hanem fogadjuk el egy baráti mosollyal és kövessük a házigazdákat az étkezés előtt rituáléban. Mikor leültünk az asztalhoz, egy tálban szappan nélküli vizet visznek körbe amiben megmoshatjuk a kezünket. Szappan azért nincs benne, mert szerintük elrontaná az étel ízét.
Miután mindenki megmosta a kezét, egy nagy, közös tálban érkeznek az ételek az asztalra. Csak jobb kézzel szabad elvenni az ételt, mert a bal kéz tisztátalannak számít, és csak a tál mifelénk eső oldaláról. Mivel mi vagyunk a vendégek, a finomabb falatok úgyis a hozzánk közelebb levő oldalon lesznek. Az étkezés addig tart, ameddig mindenkinek üres nem lesz a tányérja és a középső tál is. Ha nem fér belénk több, inkább tartsunk szünetet és hörpintsünk egyet a mentateából, minthogy avval a kifogással álljunk elő, hogy tényleg nem fér belénk több. Marokkóban mindenhez kenyeret esznek, amely inkább a magyar lángosra hasonlít. Kerek, lapos és laktató. Miután minden tálról elfogyott az étel, újra körbejár a vizestál és egy törülköző. A két, kétségkívül legismertebb étel a kuszkusz és a tajine tál. Mindemellett rengeteg zöldség és gyümölcs fogy. Reggeli gyanánt gyakran nem esznek többet, mint egy-két narancs és egy mentatea. Húsfélék közül a csirke a leggyakoribb és a bárányhús, de a tengerpart közelében halak és egyéb tengeri étkek is megtalálhatóak az asztalon.
Bármerre járunk az utcán, és netán a városnézés közben megéhezünk, bármelyik sarkon találhatunk egy kis étkezdét. Ha megszomjaznánk, elég csak alaposabban körülnéznünk és pár dirhamot kipengetnünk, és máris ihatjuk a frissen facsart narancslevet.